# Burretiodendron hsienmu
Espèce
Synonymes
- Burretiodendron hsienmu[2]
- Burretiodendron tonkinense (Gagnep.) Kosterm.[3]
- Excentrodendron hsienmu (Chun & F.C. How) Hung T. Chang & R.H. Miao[3]
- Excentrodendron hsienmu (Chun & F.C.How) H.T.Chang & R.H.Miao, 1978 (préféré par NCBI)[2]
- Excentrodendron tonkinense (A.Chev.) H.T.Chang & R.H.Miau[3]
- Parapentace tonkinensis (A. Chev.) Gagnep.[3]
- Pentace tonkinensis A. Chev.[3]

Statut de conservation UICN

 VU  : Vulnérable
Burretiodendron hsienmu est une espèce de plantes du genre Burretiodendron de la famille des Malvaceae.